# Akimine Kamijō
Akimine Kamijō (上条明峰  Kamijō Akimine ?) (n. el 13 de septiembre de 1975, en la prefectura de Kanagawa) es una Mangaka Japonesa conocida por crear Samurai Deeper Kyo. El nombre 'Akimine Kamijyo' es su nombre de pluma.  Su obra doujinshi está bajo el nombre de 'Meika Hatagashira' (伯明華?).
Su siguiente serie es Shirogane no Karasu también conocida como Silver Crow. Comienza en 30 de mayo del 2007 en la revista Weekly Shonen Magazine y termina después de 3 volúmenes.

## Obras
- サムライ ディーパー キョウ | Samurai Deeper Kyo (1999–2006, llevado a serie por Weekly Shonen Magazine, en la revista Kodansha)[1][2]
- しろがねの鴉 | Shirogane no Karasu (2007–2008, llevado a serie por Weekly Shonen Magazine, en la revista  Kodansha)[3][4]
- コード：ブレイカー | Code: Breaker (2008-2013, llevado a serie por Weekly Shonen Magazine,en la revista Kodansha)[5][6]